# 바기스 히디야툴린

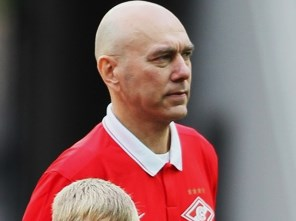
바기스 히디야툴린

바기스 나지로비치 히디야툴린(러시아어: Вагиз Назирович Хидиятуллин, 타타르어: Вагыйзь Назир улы Һидиятуллин, 1959년 3월 3일, 러시아 소비에트 연방 사회주의 공화국, 페름 지방, 구바하 (Губа́ха) ~)는 소련의 타타르인 출신 축구 선수로, 선수 시절에 중앙 수비수로 활약하였다.
1976년부터 1980년까지 스파르타크 모스크바에서 118경기에 출장해 14골을 넣었으며, CSKA 모스크바, 카르파티 리비우를 거쳐 1986년 스파르타크 모스크바로 복귀해 1988년까지 57경기에서 8골을 넣었다. 1988년 프랑스의 툴루즈 FC로 진출해 1990년까지 58경기 1골을 기록했으며, 이후 몽타방 FC (Montauban FC), 라베주 FC (Labège FC), 디나모 모스크바에서 선수 생활을 하였다.
1978년부터 1990년까지 소련 축구 국가대표팀에서 58경기에 출장해 9골을 넣었으며, 1980년 하계 올림픽, UEFA 유로 1988, 1990년 FIFA 월드컵 대표로 활동하였다. (1982년 FIFA 월드컵에선 선수 명단에는 포함되었으나 경기는 뛰지 않았다.)